# Cascade Brewery

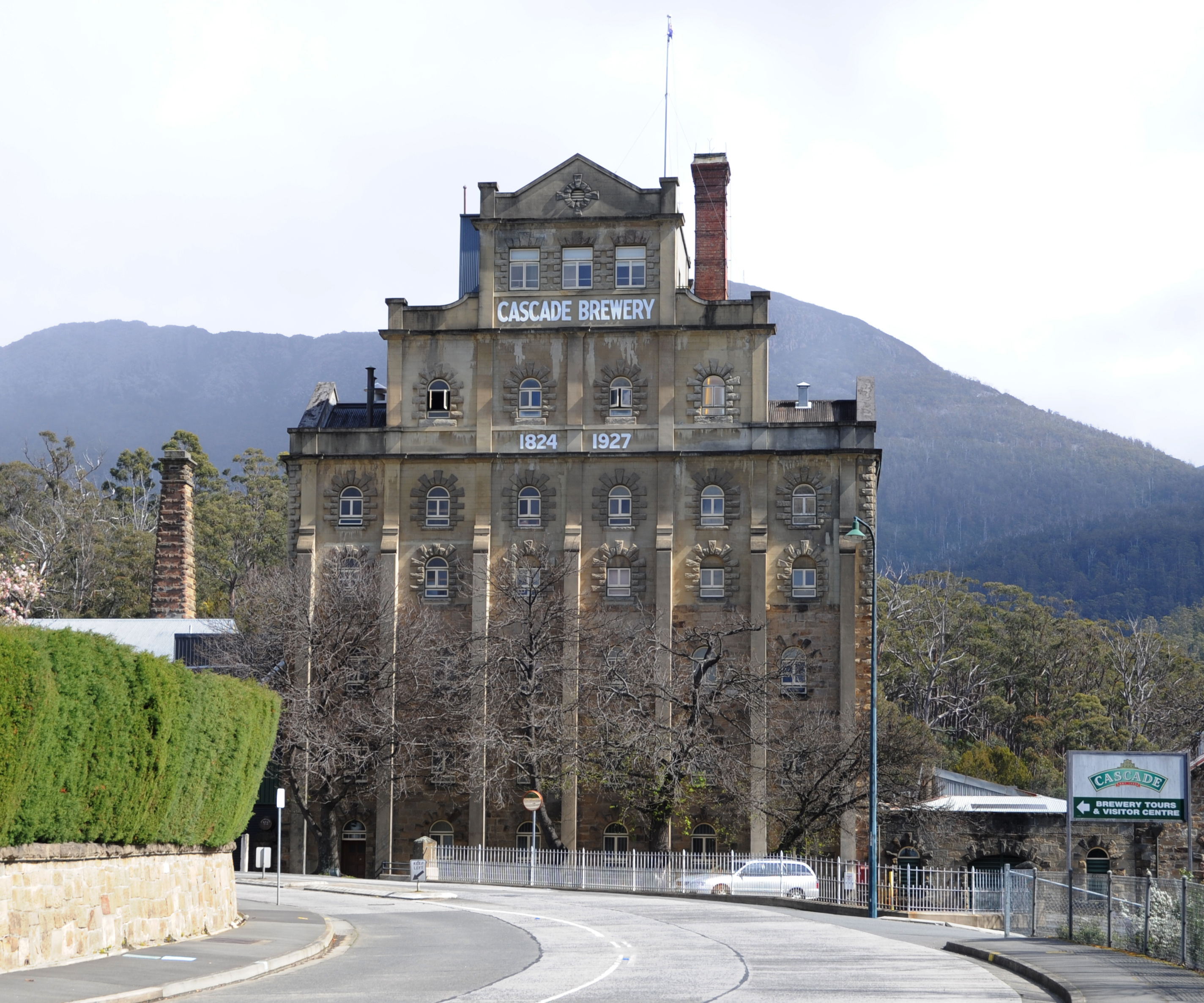
Cervejaria em 2009

Cascade Brewery é a cervejaria mais velha na Austrália. Está localizada em South Hobart, Tasmânia. A cervejaria foi fundada em 1824 por Peter Degraves, um empreendedor que emigrou da Inglaterra. Pertence agora ao Foster's Group. O animal no logotipo da empresa é o agora extinto tilacino.
Cascade produz uma variedade de cervejas, homebrew, sidra (marca 'Mercury Cider') e bebidas não-alcoólicas incluindo suco de maçã, blackcurrant syrup & bebidas carbonadas.